# Le Dîner, effet de lampe
Le Dîner, effet de lampe est un tableau réalisé par le peintre suisse Félix Vallotton en 1899. Cette huile sur carton marouflée sur bois est une scène de genre représentant un dîner familial autour d'une table ronde, la personne au premier plan, de dos, n'apparaissant que comme une silhouette à contre-jour. Elle est conservée au musée d'Orsay, à Paris.